# Испания на летних Олимпийских играх 2012
Испания на летних Олимпийских играх 2012 была представлена в 23 видах спорта. Впервые в своей истории в Играх приняла участие женская сборная Испании по водному поло.

## Награды

### Золото
| Золото |                                                   |                                   |
| 1      | Марина Алабау                                     | Парусный спорт (женщины, RS:X)    |
| 2      | Хоэль Гонсалес                                    | Тхэквондо (мужчины, до 58 кг)     |
| 3      | Тамара Эчегоен Анхела Менендес София Торро Прието | Парусный спорт (женщины, Эллиотт) |

### Серебро
| Серебро | |                                                                      |
| №       | Спортсмены | Вид спорта (дисциплина)                                              |
| 1       | Мирея Бельмонте Гарсиа | Плавание (женщины, 200 метров баттерфляем)                           |
| 2       | Мирея Бельмонте Гарсиа | Плавание (женщины, 800 метров вольным стилем)                        |
| 3       | Франсиско Хавьер Гомес Нойя | Триатлон (мужчины)                                                   |
| 4       | Она Карбонелл Андреа Фуэнтес | Синхронное плавание (дуэты)                                          |
| 5       | Давид Каль | Гребля на байдарках и каноэ (мужчины, каноэ-одиночки, 1000 метров)   |
| 6       | Бригитте Ягуэ | Тхэквондо (женщины, до 49 кг)                                        |
| 7       | Сборная Испании | Водное поло (женщины)                                                |
| 8       | Николас Гарсия | Тхэквондо (мужчины, до 80 кг)                                        |
| 9       | Сауль Кравиотто | Гребля на байдарках и каноэ (мужчины, байдарки-одиночки, 200 метров) |
| 10      | Пау Газоль, Марк Газоль, Серж Ибака, Хуан-Карлос Наварро, Руди Фернандес, Виктор Клавер, Фелипе Рейес, Виктор Сада, Хосе Кальдерон, Серхио Родригес, Серхио Льюль, Фернандо Сан Эметерио | Баскетбол (мужчины)                                                  |

### Бронза
| Бронза | |                                             |
| 1      | Маялен Шурро | Гребной слалом (женщины, байдарки-одиночки) |
| 2      | Майдер Унда | Вольная борьба (женщины, до 72 кг)          |
| 3      | Клара Канеллас Маргалида Хауме Ирэн Беус Паола Роке Альба Мария Кабельо Она Карбонель Таис Энрикес Торрес Андреа Фуэнтес Лайя Аренас | Синхронное плавание (группы)                |
| 4      | Макарена Агилар, Йессика Алонсо, Нели Карла Альберто, Ванесса Аморос, Андреа Барно, Вероника Куадрадо, Марта Манге, Кармен Мартин, Сильвия Наварро, Беатрис Фернандес, Бегонья Фернандес, Элизабет Пинедо, Элизабет Чавес, Михаэла Чобану, Патрисия Элорса | Гандбол (женщины)                           |

## Результаты соревнований

### Бадминтон
Спортсменов — 2
Мужчины
| Соревнование     | Спортсмены  | Групповой этап | Групповой этап | Групповой этап | 1/8 финала    | 1/4 финала    | 1/2 финала    | Финал         | Финал |
| Соревнование     | Спортсмены  | 1 матч         | 2 матч         | 3 матч         | 1/8 финала    | 1/4 финала    | 1/2 финала    | Финал         | Финал |
| Соревнование     | Спортсмены  | Соперник Счёт  | Соперник Счёт  | Соперник Счёт  | Соперник Счёт | Соперник Счёт | Соперник Счёт | Соперник Счёт | Место |
| ---------------- | ----------- | -------------- | -------------- | -------------- | ------------- | ------------- | ------------- | ------------- | ----- |
| Одиночный разряд | Пабло Абиан |                |                |                |               |               |               |               |       |

Женщины
| Соревнование     | Спортсмены     | Групповой этап | Групповой этап | Групповой этап | 1/8 финала    | 1/4 финала    | 1/2 финала    | Финал         | Финал |
| Соревнование     | Спортсмены     | 1 матч         | 2 матч         | 3 матч         | 1/8 финала    | 1/4 финала    | 1/2 финала    | Финал         | Финал |
| Соревнование     | Спортсмены     | Соперник Счёт  | Соперник Счёт  | Соперник Счёт  | Соперник Счёт | Соперник Счёт | Соперник Счёт | Соперник Счёт | Место |
| ---------------- | -------------- | -------------- | -------------- | -------------- | ------------- | ------------- | ------------- | ------------- | ----- |
| Одиночный разряд | Каролина Марин |                |                |                |               |               |               |               |       |

### Баскетбол
Мужчины
На Игры квалифицировалась мужская сборная Испании в составе 12 человек.
Групповой этап (Группа B)
| Место | Сборная        | В | П | МЗ  | МП  | МР   | Очки |
| ----- | -------------- | - | - | --- | --- | ---- | ---- |
| 1     | Россия         | 4 | 1 | 400 | 359 | +41  | 9    |
| 2     | Бразилия       | 4 | 1 | 402 | 349 | +53  | 9    |
| 3     | Испания        | 3 | 2 | 414 | 394 | +20  | 8    |
| 4     | Австралия      | 3 | 2 | 410 | 373 | +37  | 8    |
| 5     | Великобритания | 1 | 4 | 370 | 405 | −35  | 6    |
| 6     | Китай          | 0 | 5 | 313 | 439 | −126 | 5    |

### Бокс
Мужчины
| Соревнование   | Спортсмены                 | 1-й раунд                 | 2-й раунд            | Четвертьфинал        | Полуфинал            | Финал                | Место                |
| Соревнование   | Спортсмены                 | Соперник Результат        | Соперник Результат   | Соперник Результат   | Соперник Результат   | Соперник Результат   | Место                |
| -------------- | -------------------------- | ------------------------- | -------------------- | -------------------- | -------------------- | -------------------- | -------------------- |
| до 49 кг       | Хосе де ла Ньеве           | Карлос Кипо (ECU) П 11-14 | Завершил выступление | Завершил выступление | Завершил выступление | Завершил выступление | Завершил выступление |
| до 64 кг       |                            |                           |                      |                      |                      |                      |                      |
| Хонатан Алонсо | Мехди Толути (IRI) П 12-16 | Завершил выступление      | Завершил выступление | Завершил выступление | Завершил выступление | Завершил выступление |                      |

### Водные виды спорта

#### Водное поло
Мужчины
На Игры квалифицировалась мужская сборная Испании в составе 13 человек.
Женщины
На Игры квалифицировалась женская сборная Испании в составе 13 человек.

#### Плавание
Мужчины
В бассейне
| Соревнование   | Спортсмен | Предварительные заплывы | Предварительные заплывы | Полуфиналы | Полуфиналы | Финал     | Финал |
| Соревнование   | Спортсмен | Результат               | Место                   | Результат  | Место      | Результат | Место |
| -------------- | --------- | ----------------------- | ----------------------- | ---------- | ---------- | --------- | ----- |
| 100 м на спине |           |                         |                         |            |            |           |       |
| 200 м на спине |           |                         |                         |            |            |           |       |
| 200 м брасс    |           |                         |                         |            |            |           |       |

В открытой воде
| Соревнование  | Спортсмены | Результат | Отставание | Место |
| ------------- | ---------- | --------- | ---------- | ----- |
| 10 километров |            |           |            |       |
|               |            |           |            |       |

Женщины
В бассейне
| Соревнование                 | Спортсмен | Предварительный раунд | Предварительный раунд | Полуфинал | Полуфинал | Финал     | Финал |
| Соревнование                 | Спортсмен | Результат             | Место                 | Результат | Место     | Результат | Место |
| ---------------------------- | --------- | --------------------- | --------------------- | --------- | --------- | --------- | ----- |
| 200 м вольный стиль          |           |                       |                       |           |           |           |       |
| 400 м вольный стиль          |           |                       |                       |           |           |           |       |
|                              |           |                       |                       |           |           |           |       |
| 800 м вольный стиль          |           |                       |                       |           |           |           |       |
|                              |           |                       |                       |           |           |           |       |
| 100 м на спине               |           |                       |                       |           |           |           |       |
| 200 м на спине               |           |                       |                       |           |           |           |       |
| 100 м брасс                  |           |                       |                       |           |           |           |       |
| 200 м брасс                  |           |                       |                       |           |           |           |       |
| 200 м баттерфляй             |           |                       |                       |           |           |           |       |
|                              |           |                       |                       |           |           |           |       |
| 200 м комплекс               |           |                       |                       |           |           |           |       |
| 400 м комплекс               |           |                       |                       |           |           |           |       |
| 4×100 метров комбинированная |           |                       |                       |           |           |           |       |

В открытой воде
| Соревнование  | Спортсмены | Результат | Отставание | Место |
| ------------- | ---------- | --------- | ---------- | ----- |
| 10 километров |            |           |            |       |
|               |            |           |            |       |

#### Прыжки в воду
Мужчины
| Соревнование      | Спортсмены | Предварительный раунд | Предварительный раунд | Полуфинал | Полуфинал | Финал     | Финал |
| Соревнование      | Спортсмены | Результат             | Место                 | Результат | Место     | Результат | Место |
| ----------------- | ---------- | --------------------- | --------------------- | --------- | --------- | --------- | ----- |
| Трамплин, 3 метра |            |                       |                       |           |           |           |       |
|                   |            |                       |                       |           |           |           |       |

### Гандбол
Спортсменов — 14

#### Мужчины
Состав команды
Результаты
Группа B
| Место | Команда          | В | В | Н | П | ГЗ  | ГП  | +/- | Очки |
| ----- | ---------------- | - | - | - | - | --- | --- | --- | ---- |
| 1     | Хорватия         | 5 | 5 | 0 | 0 | 150 | 109 | +41 | 10   |
| 2     | Дания            | 5 | 4 | 0 | 1 | 124 | 129 | −5  | 8    |
| 3     | Испания          | 5 | 3 | 0 | 2 | 130 | 116 | +14 | 6    |
| 4     | Венгрия          | 5 | 2 | 0 | 3 | 114 | 128 | −14 | 4    |
| 5     | Сербия           | 5 | 1 | 0 | 4 | 120 | 131 | −11 | 2    |
| 6     | Республика Корея | 5 | 0 | 0 | 5 | 115 | 140 | −25 | 0    |

| 29 июля 16:15 (UTC+1) | Отчёт | Испания               | 26:21 (10:14) | Сербия         | Коппер Бокс Зрителей: 4600 Судьи: Кеннет Абрахамсен, Арне Кристиансен |
| 29 июля 16:15 (UTC+1) | Отчёт | Даниэль Сармьенто — 5 | Голы          | Момир Илич — 6 | Коппер Бокс Зрителей: 4600 Судьи: Кеннет Абрахамсен, Арне Кристиансен |

| 31 июля 19:30 (UTC+1) | Отчёт | Дания              | 24:23 (13:12) | Испания      | Коппер Бокс Зрителей: 4368 Судьи: Ненад Крстич, Петер Любич |
| 31 июля 19:30 (UTC+1) | Отчёт | Миккель Хансен — 8 | Голы          | 3 игрока — 4 | Коппер Бокс Зрителей: 4368 Судьи: Ненад Крстич, Петер Любич |

| 2 августа 09:30 (UTC+1) | Отчёт | Испания              | 33:29 (16:14) | Республика Корея | Коппер Бокс Зрителей: 4209 Судьи: Нордин Лазар, Лоран Ревере |
| 2 августа 09:30 (UTC+1) | Отчёт | Кристиан Угальде — 6 | Голы          | Ли Чжа У — 8     | Коппер Бокс Зрителей: 4209 Судьи: Нордин Лазар, Лоран Ревере |

| 4 августа 21:15 (UTC+1) | Отчёт | Венгрия        | 22:23 (13:16) | Испания               | Коппер Бокс Зрителей: 4280 Судьи: Вацлав Горачек, Иржи Новотный |
| 4 августа 21:15 (UTC+1) | Отчёт | Ласло Надь — 7 | Голы          | Хулен Агинагальде — 9 | Коппер Бокс Зрителей: 4280 Судьи: Вацлав Горачек, Иржи Новотный |

| 6 августа 19:30 (UTC+1) | Отчёт | Испания                            | 25:30 (10:11) | Хорватия                          | Коппер Бокс Судьи: Ларс Гайпель, Маркус Хельбиг |
| 6 августа 19:30 (UTC+1) | Отчёт | Рауль Энтрерриос, Виктор Томас — 6 | Голы          | Иван Чупич, Блаженко Лацкович — 7 | Коппер Бокс Судьи: Ларс Гайпель, Маркус Хельбиг |

1/4 финала
| 8 августа 14:30 (UTC+1) | Отчёт | Франция             | 23:22 (9:12) | Испания          | Баскетбольная арена Зрителей: 8890 Судьи: Ненад Николич, Душан Стойкович |
| 8 августа 14:30 (UTC+1) | Отчёт | Вильям Аккамбре — 7 | Голы         | Виктор Томас — 6 | Баскетбольная арена Зрителей: 8890 Судьи: Ненад Николич, Душан Стойкович |

Итог: 7-е место

### Гребля на байдарках и каноэ
Спортсменов —

#### Гребной слалом
Мужчины
| Соревнование | Спортсмены    | Предварительный этап | Предварительный этап | Предварительный этап | Предварительный этап | Предварительный этап | Предварительный этап | Предварительный этап | Полуфинал | Полуфинал | Полуфинал | Полуфинал | Финал  | Финал | Финал  | Финал |
| Соревнование | Спортсмены    | 1 попытка            | 1 попытка            | 1 попытка            | 2 попытка            | 2 попытка            | 2 попытка            | Место                | Полуфинал | Полуфинал | Полуфинал | Полуфинал | Финал  | Финал | Финал  | Финал |
| Соревнование | Спортсмены    | Время                | Штраф                | Итог                 | Время                | Штраф                | Итог                 | Место                | Время     | Штраф     | Итог      | Место     | Время  | Штраф | Итог   | Место |
| ------------ | ------------- | -------------------- | -------------------- | -------------------- | -------------------- | -------------------- | -------------------- | -------------------- | --------- | --------- | --------- | --------- | ------ | ----- | ------ | ----- |
| Б-1          |               |                      |                      |                      |                      |                      |                      |                      |           |           |           |           |        |       |        |       |
| К-1          | Андер Элосеги | 93,24                | 0                    | 93,24                | 90,60                | 6                    | 96,60                | 6                    | 102,04    | 2         | 104,04    | 4         | 102,61 | 0     | 102,61 | 4     |

Женщины
| Соревнование | Спортсмены | Предварительный этап | Предварительный этап | Предварительный этап | Предварительный этап | Предварительный этап | Предварительный этап | Предварительный этап | Полуфинал | Полуфинал | Полуфинал | Полуфинал | Финал | Финал | Финал | Финал |
| Соревнование | Спортсмены | 1 попытка            | 1 попытка            | 1 попытка            | 2 попытка            | 2 попытка            | 2 попытка            | Место                | Полуфинал | Полуфинал | Полуфинал | Полуфинал | Финал | Финал | Финал | Финал |
| Соревнование | Спортсмены | Время                | Штраф                | Итог                 | Время                | Штраф                | Итог                 | Место                | Время     | Штраф     | Итог      | Место     | Время | Штраф | Итог  | Место |
| ------------ | ---------- | -------------------- | -------------------- | -------------------- | -------------------- | -------------------- | -------------------- | -------------------- | --------- | --------- | --------- | --------- | ----- | ----- | ----- | ----- |
| Б-1          |            |                      |                      |                      |                      |                      |                      |                      |           |           |           |           |       |       |       |       |

### Лёгкая атлетика
Спортсменов —
Мужчины
| Дисциплина      | Спортсмен            | Предварительный раунд | Предварительный раунд | Четвертьфиналы | Четвертьфиналы | Полуфиналы | Полуфиналы | Финал     | Финал |
| Дисциплина      | Спортсмен            | Результат             | Место                 | Результат      | Место          | Результат  | Место      | Результат | Место |
| --------------- | -------------------- | --------------------- | --------------------- | -------------- | -------------- | ---------- | ---------- | --------- | ----- |
| 800 м           |                      |                       |                       |                |                |            |            |           |       |
|                 |                      |                       |                       |                |                |            |            |           |       |
|                 |                      |                       |                       |                |                |            |            |           |       |
| 1500 м          |                      |                       |                       |                |                |            |            |           |       |
|                 |                      |                       |                       |                |                |            |            |           |       |
| 5000 м          |                      |                       |                       |                |                |            |            |           |       |
|                 |                      |                       |                       |                |                |            |            |           |       |
| 110 м с/б       |                      |                       |                       |                |                |            |            |           |       |
| 3 000 м с/п     |                      |                       |                       |                |                |            |            |           |       |
|                 |                      |                       |                       |                |                |            |            |           |       |
|                 |                      |                       |                       |                |                |            |            |           |       |
| марафон         | Карлес Кастильехо    |                       |                       |                |                |            |            |           |       |
| марафон         | Хосе Карлос Эрнандес |                       |                       |                |                |            |            |           |       |
| марафон         | Игнасио Касерес      |                       |                       |                |                |            |            |           |       |
| ходьба на 20 км |                      |                       |                       |                |                |            |            |           |       |
|                 |                      |                       |                       |                |                |            |            |           |       |
| ходьба на 50 км |                      |                       |                       |                |                |            |            |           |       |
|                 |                      |                       |                       |                |                |            |            |           |       |
|                 |                      |                       |                       |                |                |            |            |           |       |
| прыжки в длину  |                      |                       |                       |                |                |            |            |           |       |
| прыжки с шестом |                      |                       |                       |                |                |            |            |           |       |
| толкание ядра   |                      |                       |                       |                |                |            |            |           |       |
| метание молота  |                      |                       |                       |                |                |            |            |           |       |

Женщины
| Дисциплина      | Спортсмен     | Предварительный раунд | Предварительный раунд | Четвертьфиналы | Четвертьфиналы | Полуфиналы | Полуфиналы | Финал     | Финал |
| Дисциплина      | Спортсмен     | Результат             | Место                 | Результат      | Место          | Результат  | Место      | Результат | Место |
| --------------- | ------------- | --------------------- | --------------------- | -------------- | -------------- | ---------- | ---------- | --------- | ----- |
| 1500 м          |               |                       |                       |                |                |            |            |           |       |
|                 |               |                       |                       |                |                |            |            |           |       |
|                 |               |                       |                       |                |                |            |            |           |       |
| 100 м с/б       |               |                       |                       |                |                |            |            |           |       |
| 3 000 м с/п     |               |                       |                       |                |                |            |            |           |       |
| марафон         | Ванесса Вейга |                       |                       |                |                |            |            |           |       |
| марафон         | Элена Эсперо  |                       |                       |                |                |            |            |           |       |
| марафон         |               |                       |                       |                |                |            |            |           |       |
| ходьба на 20 км |               |                       |                       |                |                |            |            |           |       |
|                 |               |                       |                       |                |                |            |            |           |       |
|                 |               |                       |                       |                |                |            |            |           |       |
| прыжки в длину  |               |                       |                       |                |                |            |            |           |       |
| тройной прыжок  |               |                       |                       |                |                |            |            |           |       |
| прыжки в высоту |               |                       |                       |                |                |            |            |           |       |
| прыжки с шестом |               |                       |                       |                |                |            |            |           |       |
| толкание ядра   |               |                       |                       |                |                |            |            |           |       |
|                 |               |                       |                       |                |                |            |            |           |       |
| метание копья   |               |                       |                       |                |                |            |            |           |       |
| метание молота  |               |                       |                       |                |                |            |            |           |       |

### Настольный теннис
Спортсменов — 2
Соревнования по настольному теннису проходили по системе плей-офф. Каждый матч продолжался до тех пор, пока один из теннисистов не выигрывал 4 партии. Сильнейшие 16 спортсменов начинали соревнования с третьего раунда, следующие 16 по рейтингу стартовали со второго раунда.
Мужчины
| Соревнование     | Спортсмены         | Квалификация       | Первый раунд              | Второй раунд                | Третий раунд               | 1/8 финала           | Четвертьфинал        | Полуфинал            | Финал                | Место |
| Соревнование     | Спортсмены         | Соперник Результат | Соперник Результат        | Соперник Результат          | Соперник Результат         | Соперник Результат   | Соперник Результат   | Соперник Результат   | Соперник Результат   | Место |
| ---------------- | ------------------ | ------------------ | ------------------------- | --------------------------- | -------------------------- | -------------------- | -------------------- | -------------------- | -------------------- | ----- |
| Одиночный разряд | Хэ Чживэнь (30)    | Не участвовал      | Не участвовал             | Ван Цзэнъи (POL) (39) В 4:3 | А. Кришан (ROU) (15) П 2:4 | Завершил выступление | Завершил выступление | Завершил выступление | Завершил выступление | 17    |
| Одиночный разряд | Карлос Мачадо (48) | Не участвовал      | К. Аруна (NGR) (61) П 2:4 | Завершил выступление        | Завершил выступление       | Завершил выступление | Завершил выступление | Завершил выступление | Завершил выступление | 49    |

### Парусный спорт
Спортсменов — 14
Соревнования по парусному спорту в каждом из классов состояли из 10 гонок, за исключением класса 49er, где проводилось 15 заездов. В каждой гонке спортсмены стартовали одновременно. Победителем каждой из гонок становился экипаж, первым пересекший финишную черту. Количество очков, идущих в общий зачёт, соответствовало занятому командой месту. 10 лучших экипажей по результатам 10 гонок попадали в медальную гонку, результаты которой также шли в общий зачёт. В случае если участник соревнований не смог завершить гонку ему начислялось количество очков, равное количеству участников плюс один. При итоговом подсчёте очков не учитывался худший результат, показанный экипажем в одной из гонок. Сборная, набравшая наименьшее количество очков, становится олимпийским чемпионом.
Мужчины
| Класс | Спортсмены  | Гонка | Гонка | Гонка | Гонка | Гонка | Гонка | Гонка | Гонка | Гонка | Гонка | Гонка         | Очки | Место |
| Класс | Спортсмены  | 1     | 2     | 3     | 4     | 5     | 6     | 7     | 8     | 9     | 10    | M             | Очки | Место |
| ----- | ----------- | ----- | ----- | ----- | ----- | ----- | ----- | ----- | ----- | ----- | ----- | ------------- | ---- | ----- |
| RS:X  | Иван Пастор | 22    | 24    | 20    | OCS   | 19    | 25    | 8     | 25    | 2     | 5     | Не участвовал | 150  | 16    |
| 470   |             |       |       |       |       |       |       |       |       |       |       |               |      |       |
| Лазер |             |       |       |       |       |       |       |       |       |       |       |               |      |       |
| Финн  |             |       |       |       |       |       |       |       |       |       |       |               |      |       |

Женщины
| Класс        | Спортсмены | Гонка | Гонка | Гонка | Гонка | Гонка | Гонка | Гонка | Гонка | Гонка | Гонка | Гонка | Очки | Место |
| Класс        | Спортсмены | 1     | 2     | 3     | 4     | 5     | 6     | 7     | 8     | 9     | 10    | M     | Очки | Место |
| ------------ | ---------- | ----- | ----- | ----- | ----- | ----- | ----- | ----- | ----- | ----- | ----- | ----- | ---- | ----- |
| RS:X         |            |       |       |       |       |       |       |       |       |       |       |       |      |       |
| 470          |            |       |       |       |       |       |       |       |       |       |       |       |      |       |
| Лазер Радиал |            |       |       |       |       |       |       |       |       |       |       |       |      |       |

Эллиот
В классе Эллиот соревнованлись 12 экипажей, которые на предварительном раунде в матчевых поединках встречались каждый с каждым. Восемь лучших экипажей выходили в плей-офф, где по олимпийской системе определяли тройку призёров соревнований.
| Класс  | Спортсмены | Матчи | Матчи | Матчи | Матчи | Матчи | Матчи | Матчи | Матчи | Матчи | Матчи | Матчи | Матчи      | Матчи      | Матчи | Место |
| Класс  | Спортсмены | 1     | 2     | 3     | 4     | 5     | 6     | 7     | 8     | 9     | 10    | 11    | 1/4 финала | 1/2 финала | Финал | Место |
| ------ | ---------- | ----- | ----- | ----- | ----- | ----- | ----- | ----- | ----- | ----- | ----- | ----- | ---------- | ---------- | ----- | ----- |
| Эллиот |            |       |       |       |       |       |       |       |       |       |       |       |            |            |       |       |

Открытый класс
| Класс | Спортсмены | Гонка | Гонка | Гонка | Гонка | Гонка | Гонка | Гонка | Гонка | Гонка | Гонка | Гонка | Гонка | Гонка | Гонка | Гонка | Гонка | Очки | Место |
| Класс | Спортсмены | 1     | 2     | 3     | 4     | 5     | 6     | 7     | 8     | 9     | 10    | 11    | 12    | 13    | 14    | 15    | M     | Очки | Место |
| ----- | ---------- | ----- | ----- | ----- | ----- | ----- | ----- | ----- | ----- | ----- | ----- | ----- | ----- | ----- | ----- | ----- | ----- | ---- | ----- |
| 49er  |            |       |       |       |       |       |       |       |       |       |       |       |       |       |       |       |       |      |       |

Использованы следующие сокращения:
- M — медальная гонка
- OCS — не стартовала; находилась на стороне дистанции от стартовой линии

### Стрельба
Спортсменов — 8
По итогам квалификации 6 или 8 лучших спортсменов (в зависимости от дисциплины), набравшие наибольшее количество очков, проходили в финал. Победителем соревнований становился стрелок, набравший наибольшую сумму очков по итогам квалификации и финала. В пулевой стрельбе в финале количество очков за попадание в каждой из попыток измерялось с точностью до десятой.
Мужчины
| Соревнование                          | Спортсмены   | Квалификация | Квалификация | Финал                | Всего                | Всего                |
| Соревнование                          | Спортсмены   | Результат    | Место        | Финал                | Результат            | Место                |
| ------------------------------------- | ------------ | ------------ | ------------ | -------------------- | -------------------- | -------------------- |
| Винтовка из трёх положений, 50 метров | Хавьер Лопес | 1151         | 36           | Завершил выступление | Завершил выступление | Завершил выступление |
| Скоростной пистолет, 25 метров        |              |              |              |                      |                      |                      |
| Пневматический пистолет, 10 метров    |              |              |              |                      |                      |                      |
| Трап                                  |              |              |              |                      |                      |                      |
|                                       |              |              |              |                      |                      |                      |

Женщины
| Соревнование        | Спортсмены | Квалификация | Квалификация | Финал | Всего     | Всего |
| Соревнование        | Спортсмены | Результат    | Место        | Финал | Результат | Место |
| ------------------- | ---------- | ------------ | ------------ | ----- | --------- | ----- |
| Пистолет, 25 метров |            |              |              |       |           |       |
| Трап                |            |              |              |       |           |       |

### Стрельба из лука
Спортсменов — 2
Мужчины
| Соревнование              | Спортсмены   | Квалификация | Квалификация | 1/32 финала        | 1/16 финала        | 1/8 финала         | Четвертьфинал      | Полуфинал          | Финал              |
| Соревнование              | Спортсмены   | Результат    | Место        | Соперник Результат | Соперник Результат | Соперник Результат | Соперник Результат | Соперник Результат | Соперник Результат |
| ------------------------- | ------------ | ------------ | ------------ | ------------------ | ------------------ | ------------------ | ------------------ | ------------------ | ------------------ |
| Индивидуальное первенство | Элиас Куэста |              |              |                    |                    |                    |                    |                    |                    |

Женщины
| Соревнование              | Спортсмены    | Квалификация | Квалификация | 1/32 финала        | 1/16 финала        | 1/8 финала         | Четвертьфинал      | Полуфинал          | Финал              |
| Соревнование              | Спортсмены    | Результат    | Место        | Соперник Результат | Соперник Результат | Соперник Результат | Соперник Результат | Соперник Результат | Соперник Результат |
| ------------------------- | ------------- | ------------ | ------------ | ------------------ | ------------------ | ------------------ | ------------------ | ------------------ | ------------------ |
| Индивидуальное первенство | Ирия Грандаль |              |              |                    |                    |                    |                    |                    |                    |

### Триатлон
Мужчины
| Соревнование              | Спортсмен | Плавание | Велоспорт | Бег | Итоговое время | Место | Отставание |
| ------------------------- | --------- | -------- | --------- | --- | -------------- | ----- | ---------- |
| Индивидуальное первенство |           |          |           |     |                |       |            |

### Тхэквондо
Спортсменов — 3
Мужчины
| Соревнование   | Спортсмен    | Турнир                     | 1/8 финала                     | Четвертьфинал                  | Полуфинал                          | Финал              | Место |
| -------------- | ------------ | -------------------------- | ------------------------------ | ------------------------------ | ---------------------------------- | ------------------ | ----- |
| Соревнование   | Спортсмен    | Турнир                     | Соперник Результат             | Соперник Результат             | Соперник Результат                 | Соперник Результат |       |
| до 58 кг       |              |                            |                                |                                |                                    |                    |       |
| Хоэль Гонсалес | За 1-е место | Уно Санли (SWE) поб. 7—6   | Сафван Халил (AUS) поб. 5—3    | Оскар Муньос (COL) поб. 13—4   | Ли Дэ Хун (KOR) поб. 17—8          | 1                  |       |
| Хоэль Гонсалес | За 3-е место |                            |                                |                                |                                    | 1                  |       |
| до 80 кг       |              |                            |                                |                                |                                    |                    |       |
| Николас Гарсия | За 1-е место | Юсеф Карами (IRI) поб. 8—2 | Лутало Мухаммад (GBR) поб. 7—3 | Мауро Сармьенто (ITA) поб. 2—1 | Себастьян Крисманич (ARG) пор. 0—1 | 2                  |       |
| Николас Гарсия | За 3-е место |                            |                                |                                |                                    | 2                  |       |

Женщины
| Соревнование | Спортсмен    | Турнир                           | 1/8 финала                    | Четвертьфинал                  | Полуфинал                | Финал              | Место |
| ------------ | ------------ | -------------------------------- | ----------------------------- | ------------------------------ | ------------------------ | ------------------ | ----- |
| Соревнование | Спортсмен    | Турнир                           | Соперник Результат            | Соперник Результат             | Соперник Результат       | Соперник Результат |       |
| до 49 кг     |              |                                  |                               |                                |                          |                    |       |
| Бригитте Яге | За 1-е место | Каролена Карстенс (PAN) поб. 7—2 | Ханнет Алегрия (MEX) поб. 8—0 | Чанатип Сонхам (THA) поб. 10—9 | У Цзинъюй (CHN) пор. 1—6 | 2                  |       |
| Бригитте Яге | За 3-е место |                                  |                               |                                |                          | 2                  |       |

### Футбол
Спортсменов — 18

#### Мужчины
Состав команды
| №              | Имя               | Клуб                     | Дата рождения    | Возраст | Игр     | Голов   |
| Вратари        | Вратари           | Вратари                  | Вратари          | Вратари | Вратари | Вратари |
| -------------- | ----------------- | ------------------------ | ---------------- | ------- | ------- | ------- |
| 1              | Давид де Хеа      | Манчестер Юнайтед        | 7 ноября 1990    | 21      | 3       | -2      |
| 18             | Диего Мариньо     | Вильярреал               | 9 мая 1990       | 22      | 0       | 0       |
| Защитники      |                   |                          |                  |         |         |         |
| 2              | Сесар Аспиликуэта | Марсель                  | 28 августа 1989  | 22      | 1       | 0       |
| 3              | Альваро Домингес  | Боруссия (Мёнхенгладбах) | 15 мая 1989      | 23      | 2       | 0       |
| 5              | Иньиго Мартинес   | Реал Сосьедад            | 17 мая 1991      | 21      | 2       | 0       |
| 6              | Жорди Альба       | Барселона                | 21 марта 1989    | 23      | 3       | 0       |
| 12             | Мартин Монтойя    | Барселона                | 14 апреля 1991   | 21      | 2       | 0       |
| 13             | Альберто Ботия    | Спортинг (Хихон)         | 27 января 1989   | 23      | 2       | 0       |
| Полузащитники  |                   |                          |                  |         |         |         |
| 4              | Хави Мартинес*    | Атлетик Бильбао          | 2 сентября 1988  | 23      | 3       | 0       |
| 8              | Икер Муньяин      | Атлетик Бильбао          | 19 декабря 1992  | 19      | 2       | 0       |
| 10             | Хуан Мата*        | Челси                    | 28 апреля 1988   | 24      | 3       | 0       |
| 11             | Коке              | Атлетико Мадрид          | 8 декабря 1992   | 20      | 3       | 0       |
| 14             | Ориоль Ромеу      | Челси                    | 24 сентября 1991 | 20      | 2       | 0       |
| 15             | Иско              | Малага                   | 21 апреля 1992   | 20      | 3       | 0       |
| 17             | Андер Эррера      | Атлетик Бильбао          | 14 августа 1989  | 22      | 3       | 0       |
| Нападающие     |                   |                          |                  |         |         |         |
| 7              | Адриан Лопес*     | Атлетико Мадрид          | 8 января 1988    | 24      | 3       | 0       |
| 9              | Родриго           | Бенфика                  | 6 марта 1991     | 21      | 2       | 0       |
| 16             | Кристиан Тельо    | Барселона                | 11 августа 1991  | 20      | 3       | 0       |
| Главный тренер |                   |                          |                  |         |         |         |
| Флаг Испании   | Луис Милья        | Луис Милья               | 12 марта 1966    | 46      |         |         |

Результаты
Группа D
|   | Команда  | И | В | Н | П | ГЗ | ГП | +/- | Очки |
| - | -------- | - | - | - | - | -- | -- | --- | ---- |
| 1 | Япония   | 3 | 2 | 1 | 0 | 2  | 0  | +2  | 7    |
| 2 | Гондурас | 3 | 1 | 2 | 0 | 3  | 2  | +1  | 5    |
| 3 | Марокко  | 3 | 0 | 2 | 1 | 2  | 3  | -1  | 2    |
| 4 | Испания  | 3 | 0 | 1 | 2 | 0  | 2  | -2  | 1    |

| 26 июля 2012 14:45 UTC+1 | \| Испания \| 0:1 (0:1) Отчёт \| Япония \| \| \| Голы \| Юки Оцу 34′ \| | Стадион: Хэмпден Парк, Глазго Зрителей: 37 726 Судья: Марк Гейгер |
| Испания                  | 0:1 (0:1) Отчёт                                                         | Япония                                                            |
|                          | Голы                                                                    | Юки Оцу 34′                                                       |

| 29 июля 2012 17:00 UTC+1 | \| Испания \| 0:1 (0:1) Отчёт \| Гондурас \| \| \| Голы \| Бенгтсон 7′ \| | Стадион: Сент-Джеймс Парк, Ньюкасл Зрителей: 26 523 Судья: Хуан Эрнесто Сото |
| Испания                  | 0:1 (0:1) Отчёт                                                           | Гондурас                                                                     |
|                          | Голы                                                                      | Бенгтсон 7′                                                                  |

| 1 августа 2012 17:00 UTC+1 | \| Испания \| 0:0 (0:0) Отчёт \| Марокко \| | Стадион: Олд Траффорд, Манчестер Зрителей: 35 973 Судья: Бен Уильямс |
| Испания                    | 0:0 (0:0) Отчёт                             | Марокко                                                              |

### Хоккей на траве
Спортсменов — 16

#### Мужчины
Состав команды
Результаты
Группа A
| Место | Команда        | И | В | Н | П | ГЗ | ГП | +/- | Очки |
| ----- | -------------- | - | - | - | - | -- | -- | --- | ---- |
| 1     | Австралия      | 5 | 3 | 2 | 0 | 23 | 5  | +18 | 11   |
| 2     | Великобритания | 5 | 2 | 3 | 0 | 14 | 8  | +6  | 9    |
| 3     | Испания        | 5 | 2 | 2 | 1 | 8  | 10 | -2  | 8    |
| 4     | Пакистан       | 5 | 2 | 1 | 2 | 9  | 16 | −7  | 7    |
| 5     | Аргентина      | 5 | 1 | 1 | 3 | 10 | 14 | −4  | 4    |
| 6     | ЮАР            | 5 | 0 | 1 | 4 | 11 | 22 | −11 | 1    |

| 30 июля 2012 13:45 (UTC+1) | \| Испания \| 1:1 (0:0) Отчёт \| Пакистан \| \| Пау Кемада 47' \| Голы \| Реан Батт 46' \| | Лондон Ривербанк Арена Судья: Саймон Тейлор Найджел Игго |
| Испания                    | 1:1 (0:0) Отчёт                                                                            | Пакистан                                                 |
| Пау Кемада 47'             | Голы                                                                                       | Реан Батт 46'                                            |

| 1 августа 2012 08:30 (UTC+1) | \| Испания \| 0:5 (0:3) Отчёт \| Австралия \| \| \| Голы \| Расселл Форд 9' · Мэттью Бутурини 14' · Саймон Орчард 29' · Гленн Тёрнер 40' · Эдвард Оккенден 69' \| | Лондон Ривербанк Арена Судья: Ким Хун Рэ Кристиан Блаш                                             |
| Испания                      | 0:5 (0:3) Отчёт | Австралия                                                                                          |
|                              | Голы | Расселл Форд 9' · Мэттью Бутурини 14' · Саймон Орчард 29' · Гленн Тёрнер 40' · Эдвард Оккенден 69' |

| 3 августа 2012 19:00 (UTC+1)                   | \| ЮАР \| 2:3 (1:1) Отчёт \| Испания \| \| Джастин Рейд-Росс 26' · Ллойд Норрис-Джонс 63' \| Голы \| Марк Саллес 30' · Пау Кемада 42' · Мигель Делас 55' \| | Лондон Ривербанк Арена Судья: Херман Монтес де Оса Тим Пулман |
| ЮАР                                            | 2:3 (1:1) Отчёт | Испания                                                       |
| Джастин Рейд-Росс 26' · Ллойд Норрис-Джонс 63' | Голы | Марк Саллес 30' · Пау Кемада 42' · Мигель Делас 55'           |

| 5 августа 2012 21:15 (UTC+1) | \| Аргентина \| 1:3 (0:0) Отчёт \| Испания \| \| Лукас Вила 55' \| Голы \| Пау Кемада 66' · Мигель Делас 67' · Эдуард Тубау 70' \| | Лондон Ривербанк Арена Судья: Хэмиш Джеймсон Тим Пулман |
| Аргентина                    | 1:3 (0:0) Отчёт | Испания                                                 |
| Лукас Вила 55'               | Голы | Пау Кемада 66' · Мигель Делас 67' · Эдуард Тубау 70'    |

| 7 августа 2012 19:00 (UTC+1) | \| Испания \| 1:1 (0:1) Отчёт \| Великобритания \| \| Пау Кедама 55' \| Голы \| Эшли Джексон 33' \| | Лондон Ривербанк Арена Судья: Саймон Тейлор Джон Райт |
| Испания                      | 1:1 (0:1) Отчёт                                                                                     | Великобритания                                        |
| Пау Кедама 55'               | Голы                                                                                                | Эшли Джексон 33'                                      |

Матч за 5-е место
| 11 августа 2012 11:30 (UTC+1)       | \| Испания \| 2:5 (1:4) Отчёт \| Бельгия \| \| Рамон Алегре 19' · Эдуард Тубау 61' \| Голы \| Жером Декейсер 3' · Том Бон 21', 32' · Флорен ван Обель 24' · Томас Бриэльс 52' \| | Лондон Ривербанк Арена Судья: Роэль ван Эрт Колин Хатчинсон                     |
| Испания                             | 2:5 (1:4) Отчёт | Бельгия                                                                         |
| Рамон Алегре 19' · Эдуард Тубау 61' | Голы | Жером Декейсер 3' · Том Бон 21', 32' · Флорен ван Обель 24' · Томас Бриэльс 52' |